# 六板小藤壶属
六板小藤壶属（学名：Hexechamaesipho）为小藤壶科的一个属。

## 下级分类
本属包括以下物种：
- Hexechamaesipho pilsbryi (Hiro, 1936)